# Roadster

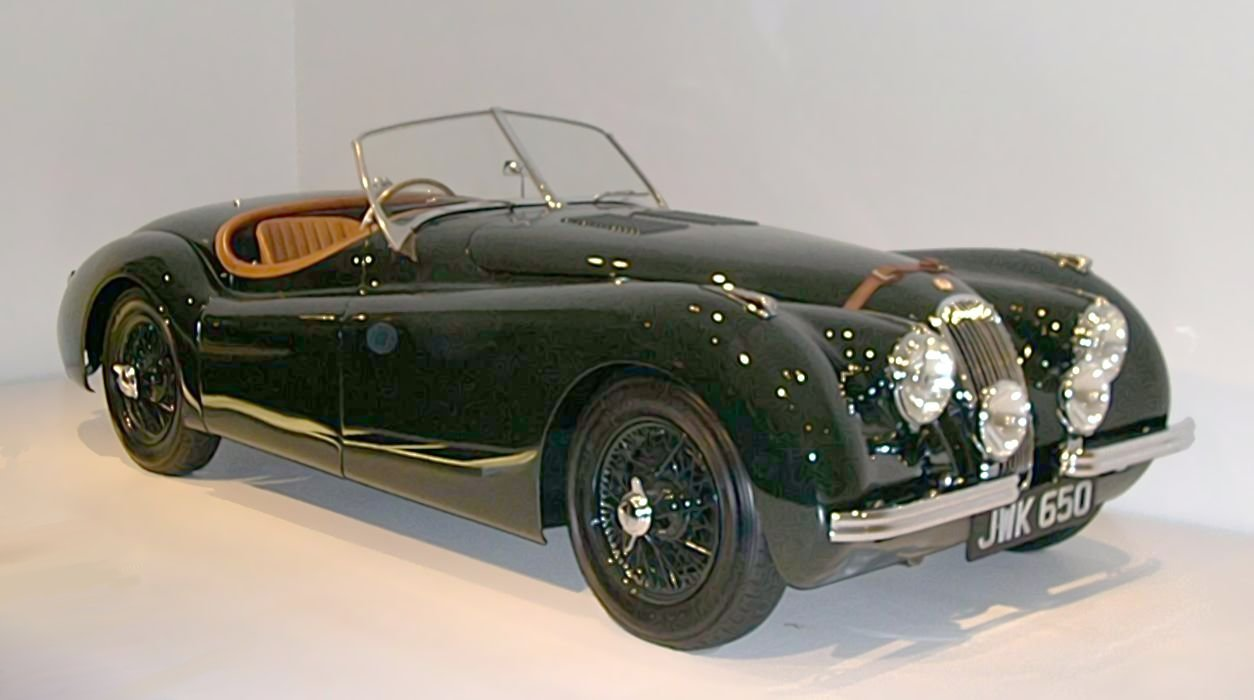
Jaguar XK120 Roadster (1950).

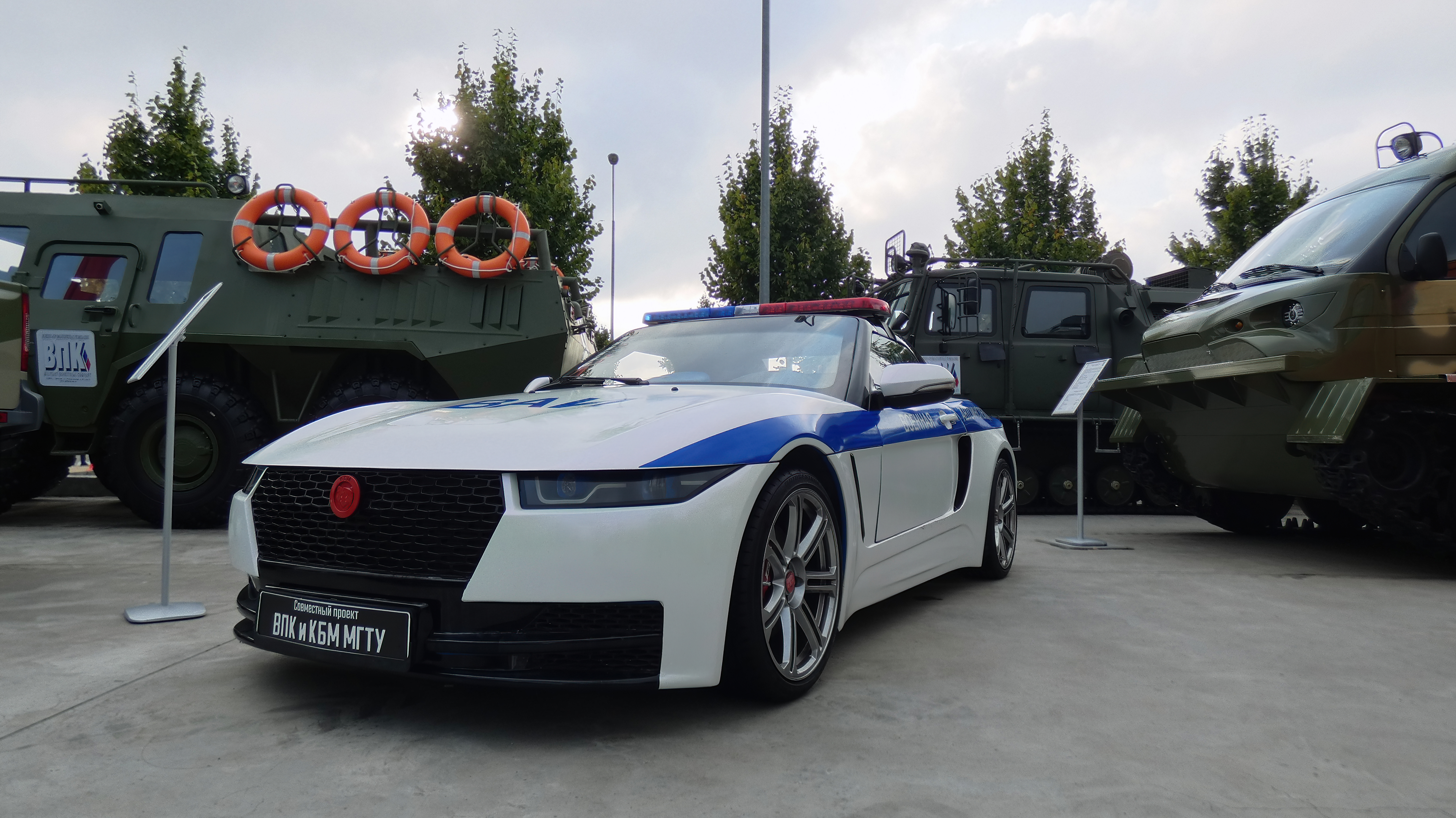
Roadster feito por estudantes da Crimeia.

Roadster é um termo popularizado nos EUA para um carro de dois lugares e sem tecto fixo, sem janelas retráteis (com janelas retráteis o carro é tecnicamente um cabriolet, e não um roadster), e com o para-brisas aparafusado, ao invés de integrado na carroçaria feito geralmente pensando em ser esportivo e não um carro de corrida.
Atualmente, o termo é usado para descrever conversíveis de dois lugares sem armação para as janelas (onde a única estrutura visível com a capota aberta é o para-brisas e, por vezes, o santantônio). Muitos conversíveis atuais são roadsters apenas como nome fantasia, o termo Roadster também pode se encaixar nas definições de um veiculo tipo Spider ou Spyder, definições essas que podem ser usados por fabricantes quando se referem a carros esportivos de duas portas dotados de teto solar.
Em 1916 a Sociedade de Engenheiros Automobilísticos definiu seu uso para carros com dois ou três lugares aberto, antes disso o termo Roadster era usado nos EUA para designar um cavalo para realizar viagens, que posteriormente se espalhou para triciclos e bicicletas.